# جایزه مصطفی
جایزه مصطفی، یک جایزهٔ علم و فناوری ایرانی است که هر دو سال یک بار به دانشمندان برتر جهان اسلام اعطا می‌شود. این جایزه به نام محمد بنیان‌گذار اسلام و به دلیل تأکید بسیار او بر علم‌آموزی، به نام یکی از القاب او، مصطفی، به معنای برگزیده نام‌گذاری شده‌است. مبلغ پرداختی به برنده این جایزه ۵۰۰٬۰۰۰ دلار آمریکا است که از راه‌هایی چون وقف دارایی‌های مؤسسات بزرگ اقتصادی و دانش‌بنیان، صاحبان سرمایه، یا عموم علاقه‌مندان به رشد علمی جوامع اسلامی تأمین می‌شود.

## برگزارکننده جایزه
جایزه مصطفی در سال ۱۳۹۱ به تصویب شورای عالی انقلاب فرهنگی رسیده‌است. مطابق این مصوبه، شورای سیاستگذاری متشکل از دانشگاه‌ها و مراکز بزرگ علمی ایران و جهان اسلام بر روند اعطای این جایزه نظارت می‌کند و مسئولیت ایجاد دبیرخانه و برگزاری جایزه مصطفی بر عهده پارک فناوری پردیس است.

## حامیان جایزه
هزینه اهدای جایزه، از طریق وقف دارایی‌های مؤسسات بزرگ اقتصادی و دانش‌بنیان، صاحبان سرمایه، یا عموم علاقه‌مندان به رشد علمی جوامع اسلامی تأمین می‌شود.

### صندوق واقفان جایزه مصطفی
در این روش افراد حقیقی و حقوقی می‌توانند با خرید اوراق پذیره‌نویسی، بخشی یا تمام سود حاصل از سرمایه خود را برای جایزه وقف کنند.

### وقف عواید حاصل از املاک و اموال
خیرین و مؤسسات علاقه‌مند به توسعه علم و فناوری در جهان اسلام می‌توانند از طریق وقف املاک و اموال خود در اهدای جایزه مصطفی مشارکت کنند. در حال حاضر «بانک توسعه اسلامی» به عنوان یک سازمان بزرگ اقتصادی در ساخت یک مجتمع تجاری در شهر تهران و به نفع جایزه مصطفی مشارکت خواهد کرد. این مجتمع تجاری یکی از بزرگ‌ترین مراکز تجاری و خرید در ایران و خاورمیانه بوده و منابع حاصل از آن وقف اعطای جایزه مصطفی خواهد بود.

### صدور اوراق وقف
در این روش اوراق وقف قابل خرید و فروش در بورس در اختیار علاقه‌مندان قرار خواهد گرفت که عواید حاصل از آن به تأمین هزینۀ اهدای جایزه اختصاص خواهد یافت.
تمام عواید حاصل از موقوفات به هر یک از روش‌های فوق صرفاً در جهت اهداف جایزه به کار می‌رود و هزینه‌های اجرایی جایزه اعم از هزینه‌های دبیرخانه و برگزاری مراسم جایزه توسط پارک فناوری پردیس و معاونت علمی فناوری ریاست جمهوری اسلامی ایران تأمین می‌شود.

## شیوه و شرایط شرکت
نامزدی برای دریافت جایزه مصطفی بر مبنای یک اثر یا دستاورد برجسته نظری یا کاربردی صورت می‌گیرد و مجموع فعالیت‌های علمی یا اثر کلی یک فرد بر حوزه‌های علمی فناوری، در گام بعدی مورد توجه داوران قرار دارد. داوطلبان، آثار علمی خود را از طریق یکی از نهادهای نامزد کننده به دبیرخانه جایزه ارائه می‌کنند.

### نامزد کنندگان
ثبت نام یا نامزدی مستقیم از سوی خود فرد امکان‌پذیر نیست و آثار علمی توسط نهادهای نامزد کننده به دبیرخانه جایزه معرفی می‌شوند.

### شرایط شرکت
انتخاب نامزدها برای دریافت جایزه مصطفی از سراسر جهان صورت می‌گیرد. دانشمندان مسلمان و غیرمسلمان که ملیت هر یک از کشورهای عضو سازمان همکاری‌های اسلامی را دارا بوده یا همکاری علمی قابل توجهی با این کشورها داشته‌اند می‌توانند برای دریافت جایزه نامزد شوند.

## عناوین جایزه
جایزه مصطفی در چهار موضوع زیر اهدا می‌شود.

### علوم وفناوری زیستیو پزشکی
دانش و فهم ما از ساختارهای بنیادین شکل‌دهنده حیات بر روی زمین در طی نیم قرن گذشته تغییر بسیاری کرده و رشته‌های مختلف علوم زیستی همچون ژنتیک، زیست‌شناسی مولکولی، علوم اعصاب و نظایر آن باعث پیشرفت در درک و فهم ما از نحوه کارکرد سامانه‌های زنده شده‌است.
جایزه مصطفی به یک اثر برتر در رشته‌ها و حوزه‌های مرتبط با علوم و فناوری‌های زیستی اهدا می‌شود که تأثیر ماندگاری از خود در درک حیات یا بهبود کیفیت زندگی بشر بر جای نهاده باشد.

### علوم و فناوری ارتباطات و اطلاعات
دستاوردهای علوم ارتباطات و اطلاعات در دهه‌های اخیر چنان بر زندگی انسان ما تأثیر گذاشته‌است که تصور زندگی بدون آن‌ها دیگر آسان نیست. این جهان بدون مرز و سرشار از امکانات، مدیون تلاش‌ها و نوآوری‌های محققانی است که در مرزهای علم به توسعه این فناوری‌ها همت گمارده‌اند.
جایزه مصطفی باهدف تشویق و توسعه فعالیت‌های علمی در حوزه فناوری ارتباطات و اطلاعات به اثری تعلق می‌گیرد که نقش مهمی در پیشبرد این علوم در جهان داشته یا نتایج آن زمینه‌ساز ارتباط مؤثر جهانی یا تحول مثبت در سبک زندگی انسان‌ها باشد.

### علوم و فناوری نانو
در چند دهه اخیر محققان به مدد دانش نوظهور نانو از سد ویژگی‌های رایج مواد عبور کرده و به آن‌ها خواص جدیدی بخشیده‌اند. این پیشرفت چشم‌گیر زمینه تازه‌ای برای پژوهش‌های نظری و کاربردی بین‌رشته‌ای گشوده و توسعه آن می‌تواند به رشد شاخه‌های مختلف علوم در نقاط مختلف جهان بینجامد.
جایزه مصطفی باهدف توسعه دانش و فناوری نانو و پرده برداشتن از امکانات این دانش جوان به فعالیت علمی نوآورانه و پیشگامی اعطا می‌شود که به دانش ما از جهان ریزمقیاس افزوده و به سود جامعه بشری باشد.

### اثر برتر علمی در دیگر رشته‌ها
محققان بسیاری در گوشه و کنار جهان با نوآوری‌ها و یافته‌های خود به پیشرفت شاخه‌های مختلف علوم نظری و کاربردی کمک می‌کنند و بر بهبود کیفیت زندگی بشر تأثیر می‌گذارند. شناسایی و معرفی این افراد باعث توسعه روابط علمی محققان پیشرو با یکدیگر و پیشرفت بیشتر دانش خواهد شد.
به همین منظور جایزه مصطفی به یک اثر برتر از محققان و دانشمندانی اعطا می‌شود که تأثیر قابل توجهی در زندگی بشری داشته، یا مرزهای دانش و فهم ما از جهان اطرافمان را، گسترده‌تر کرده باشد.

## معیارهای داوری
آثار رسیده به دبیرخانه جایزه مصطفی در دو مرحله ارزیابی و داوری می‌شوند. در مرحله اول کمیته‌های داوری مقدماتی مدارک و صلاحیت آثار را از نظر ویژگی‌های عمومی بررسی کرده و آثار دارای صلاحیت را به مرحله بعدی داوری می‌فرستند. در مرحله نهایی، در هر یک از حوزه‌های جایزه، یک گروه داوری هفت‌نفره از محققان و دانشمندان برجسته بین‌المللی آثار نهایی را داوری و اثر برگزیده را با توجه به شاخص‌های زیر انتخاب می‌کنند.

### ویژگی‌های برجسته اثر
نوآوری مشهود درروش علمی، پیشرو بودن اثر و نیز ماندگاری آن از مهم‌ترین ویژگی‌های موردتوجه داوران هستند.

### دامنه نفوذ
اثر علمی مورد داوری باید به گسترده کردن مرزهای دانش در جهان کمک کرده و در سطح جهانی یا منطقه‌ای تأثیر علمی فراوانی بر جای گذاشته باشد.

### ویژگی‌های صاحب اثر
صاحب یا صاحبان اثر علمی نامزد دریافت جایزه مصطفی باید در زمینه تخصصی خود از حسن شهرت و سابقه علمی درخشانی برخوردار باشند.